# سنترال يونايتد
نادي سنترال يونايتد لكرة القدم (بالإنجليزية: Central United Football Club)‏ هو نادِ كرة قدم نيوزيلندي يقع في أوكلاند تأسس عام 1962 باسم "نادي سنترال لكرة القدم" (بالإنجليزية: Central Soccer Club)‏.